# Nazranovsky (huyện)
Huyện Nazranovsky (tiếng Nga: Назра́новский райо́н) là một huyện hành chính tự quản (raion), của Ingushetia, Nga. Huyện có diện tích 634 km², dân số thời điểm ngày 1 tháng 1 năm 2000 là 90900 người. Trung tâm của huyện đóng ở Nazran'.